# Périgord

Wappen der Grafen von Périgord

Département Dordogne

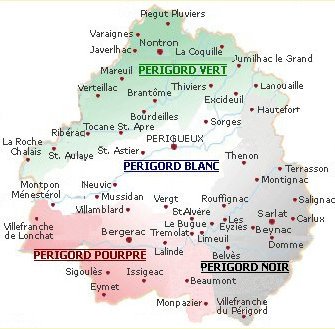
Touristische Landschaften des Périgords

Das Périgord [peʁiɡɔʁ] (Ausspracheⓘ; franz. maskulin le Périgord) ist eine Landschaft und eine historische Provinz im Südwesten Frankreichs, die für ihr reiches historisches Erbe, ihre Küche und das gemäßigte Klima bekannt ist. Der Name leitet sich vom keltischen Volksstamm der Petrocorier ab. Seit über zweitausend Jahren haben sich seine Grenzen nur minimal verändert: Das Gebiet erstreckt sich etwa innerhalb eines gedachten Kreises von ca. 100 Kilometern Durchmesser um seine Hauptstadt Périgueux. Die Einwohner des Périgord nennen sich Périgourdins.
Im mittelalterlichen Frankreich war das Périgord lange Zeit eine Grafschaft. Diese war als Grenzgebiet im Hundertjährigen Krieg zwischen England und Frankreich im Mittelalter stark umkämpft und wurde im Jahr 1607 durch Heinrich IV. mit der französischen Krone vereint.

## Geographie
Das Gebiet des Périgords entspricht ungefähr dem heutigen Département Dordogne und ist damit Teil von Nouvelle-Aquitaine, der südwestlichsten französischen Region. Historisch gesehen gehören auch kleinere Teile der Départements Lot-et-Garonne und Lot hinzu. Das Briver Becken im Département Corrèze nimmt eine Übergangsstellung zwischen Périgord und Limousin ein.

### Landschaften
Das Périgord wird heute in mehrere Gegenden unterteilt, die aus touristischen und historischen Gründen benannt wurden und nur für das Département Dordogne verwendet werden:
- Das Périgord vert (grünes Périgord) liegt im hügeligen, waldreichen Norden, der bereits klimatische Ähnlichkeit mit dem raueren, feuchten Klima des angrenzenden Limousin hat.

- Das Périgord blanc (weißes Périgord) bildet einen breiten, von West nach Ost verlaufenden Streifen durch das Zentrum mit der Hauptstadt Périgueux und schuldet seinen Namen den ausgedehnten Kalkplateaus, die beiderseits der fruchtbaren Flussniederung der Isle liegen. Auch die kargen Züge der Double und das Ribéracois gehören hierzu.

- Das Périgord noir (schwarzes Périgord) bildet den Südosten mit der Stadt Sarlat-la-Canéda und ist mit dichten, dunklen Eichen- und Pinienwäldern bestanden.

- Das Périgord pourpre (purpurnes Périgord) im Südwesten um die Stadt Bergerac ist Hauptanbaugebiet des Weins. Der Begriff „purpurnes Périgord“ wurde erst 1970 aus touristischen Überlegungen neu eingeführt. Die Einwohner verwenden weiterhin die traditionelle Bezeichnung „Bergeracois“.

Die Grenzen zwischen den vier Landschaften sind nicht administrativ festgelegt und variieren daher je nach Sichtweise. Im Allgemeinen entsprechen diese fast den vier Arrondissements des Départements Dordogne. Seit älterer Zeit belegt sind nur die Bezeichnungen Périgord blanc und Périgord noir. Die Gegend um Périgueux wird teilweise auch Périgord central genannt. Traditionelle Landschaftsbezeichnungen sind außerdem: Nontronnais (Land um Nontron im Norden), Ribéracois (Land um Ribérac im Nordwesten), Bergeracois (Land um Bergerac im Südwesten), Sarladais (Land um Sarlat im Südosten). Der Nordosten gehörte lange Zeit zum Limousin. Für die zentralen Kalkebenen hat sich auch die Bezeichnung Causse gehalten.

### Geologie und Relief
Das Gelände steigt von Südwesten nach Nordosten an. Der tiefste Punkt liegt in einer Höhe von ca. 8 m flussabwärts von Bergerac an der Grenze zum Département Gironde, der höchste Punkt befindet sich mit ca. 480 m im Wald von Vieillecour an der Grenze zum Limousin. Das Périgord bildet somit das Bindeglied zwischen dem aquitanischen Becken und dem Zentralmassiv, dessen metamorphes variszisches Grundgebirge den nordöstlichen Teil des Périgords bildet. Der zentrale Teil wird durch Ebenen aus Kalkformationen gebildet, den so genannten Causses, die zumeist auf etwa 200 m Höhe liegen. In einem schmalen Streifen, der sich in nord-südlicher Richtung durch das östliche Périgord zieht, sind diese jurassischen Ursprungs, westlich davon herrscht Kreide vor. Hier haben sich zahlreiche Flussläufe tief eingegraben, und es finden sich viele Höhlen, die auch die frühzeitliche Besiedlung begünstigt haben. Westlich vorgelagert liegen Schotterflächen, die durch tertiären Sedimenttransport angelagert wurden: Im Norden liegt die Double, im Süden der Landais. Diese Landschaften erheben sich nur noch etwa 150 m hoch, sind landwirtschaftlich kaum nutzbar und von kleinen Seen durchsetzt. Tief gelegene Punkte befinden sich an den Flussunterläufen, im äußersten Süden und Nordwesten an der Grenze zum Tiefland der Charente.

### Gewässer

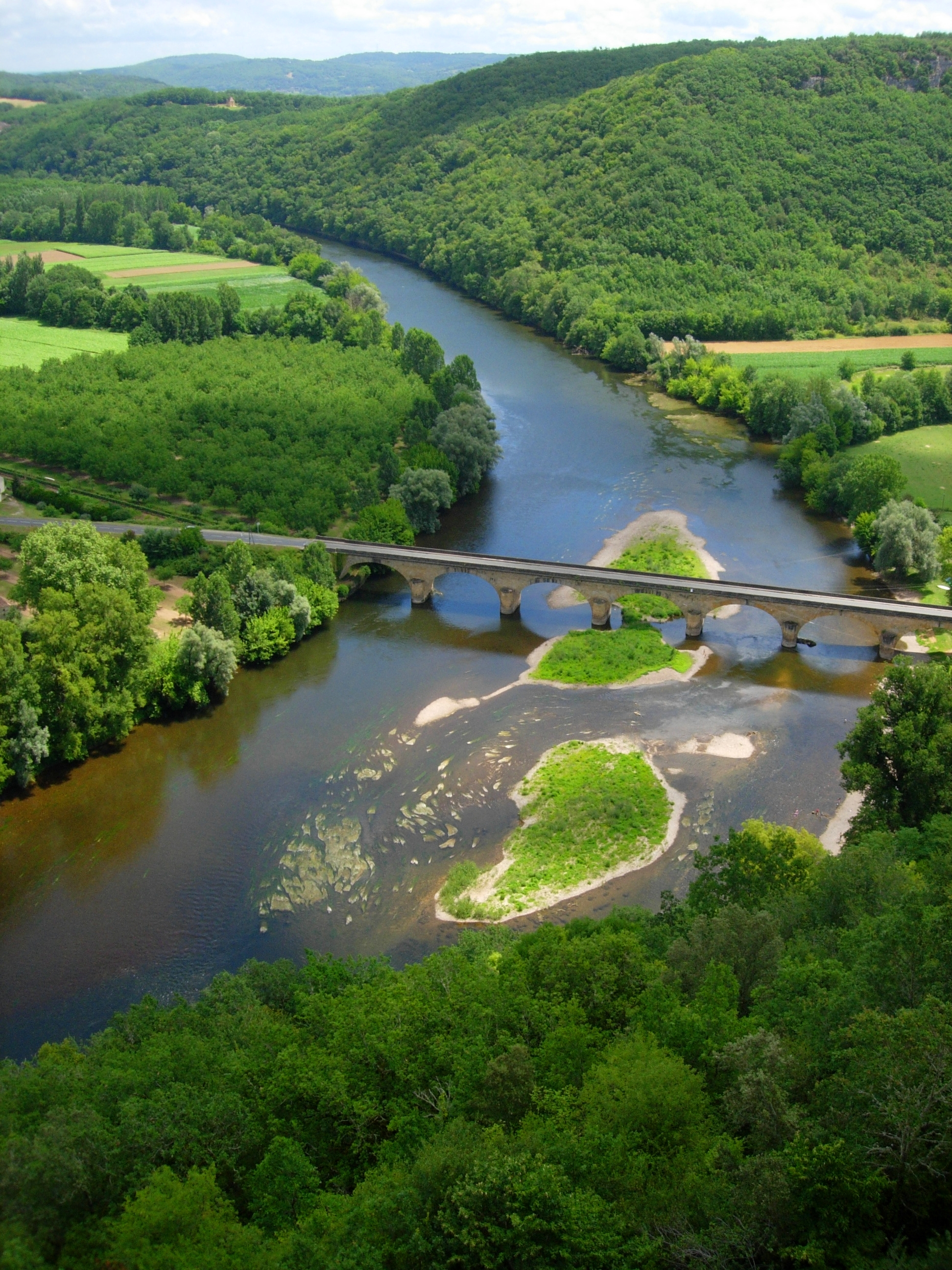
Die Dordogne im Périgord

Das Périgord gehört fast ausschließlich zum Einzugsgebiet der Gironde und wird von mehreren Flüssen durchzogen, von denen die Dordogne der größte ist und daher dem später geschaffenen Département den Namen gegeben hat. Zweitgrößter Fluss ist die Isle, die die nördliche Hälfte des Périgords entwässert und erst bei Libourne in die Dordogne mündet. Innerhalb des Périgords fließen ihr die Dronne und die Auvézère zu, während die Vézère bei Limeuil in die Dordogne mündet. Alle Flüsse verlaufen von Ost nach West oder von Nordost nach Südwest.

### Klima
Das Périgord liegt in der Einflusszone atlantischer Westwinde und weist ein gemäßigtes Klima mit ganzjährigen Niederschlägen auf, deren Maxima im Winter auftreten. Die Sommer sind lang und warm, aber nicht im langjährigen Mittel arid (trocken). Die Durchschnittstemperaturen liegen bei etwa 12 °C mit einem Minimum von 3,5 °C im Januar und einem Maximum von 21,5 °C im Juli, wobei zwischen dem klimatisch begünstigten Bergeracois und dem Rand des Zentralmassivs etwa 4 °C Unterschied bestehen. Die niedrigste je gemessene Temperatur betrug −22 °C im Nordosten, die höchste 42 °C in Bergerac. Bisweilen können die günstigen klimatischen Bedingungen durch Dürren oder Spätfröste gestört werden. Große Schäden richtete auch der Orkan Martin zum Jahreswechsel 1999/2000 an, der ganze Wälder niederlegte und die Forstwirtschaft in eine nachhaltige Krise stürzte.

### Flora und Fauna
Die geringe Bevölkerungsdichte und die kargen Böden sind der Grund dafür, dass das Périgord eine der waldreichsten Gegenden von ganz Frankreich ist. Eine Vielzahl verschiedener Baumarten prägt das Landschaftsbild: Auf den Causses dominieren Eichen und Pinien, im Norden und Nordosten auch Buchen. Die Flusstäler beherbergen dagegen feuchtigkeitsliebende Bäume wie Pappeln, Platanen und Kastanien. Wirtschaftlich nutzbare Arten wie Esskastanien, Walnuss- und Obstbäume sind nahezu überall vertreten.
Das Périgord ist außergewöhnlich wildreich. Die großen, zusammenhängenden Waldbestände, die sich mit offenem und halboffenem Gelände abwechseln, beherbergen Wildschweine, Rotwild, Rehe, Geflügel und Kaninchen in großer Zahl.

## Geschichte

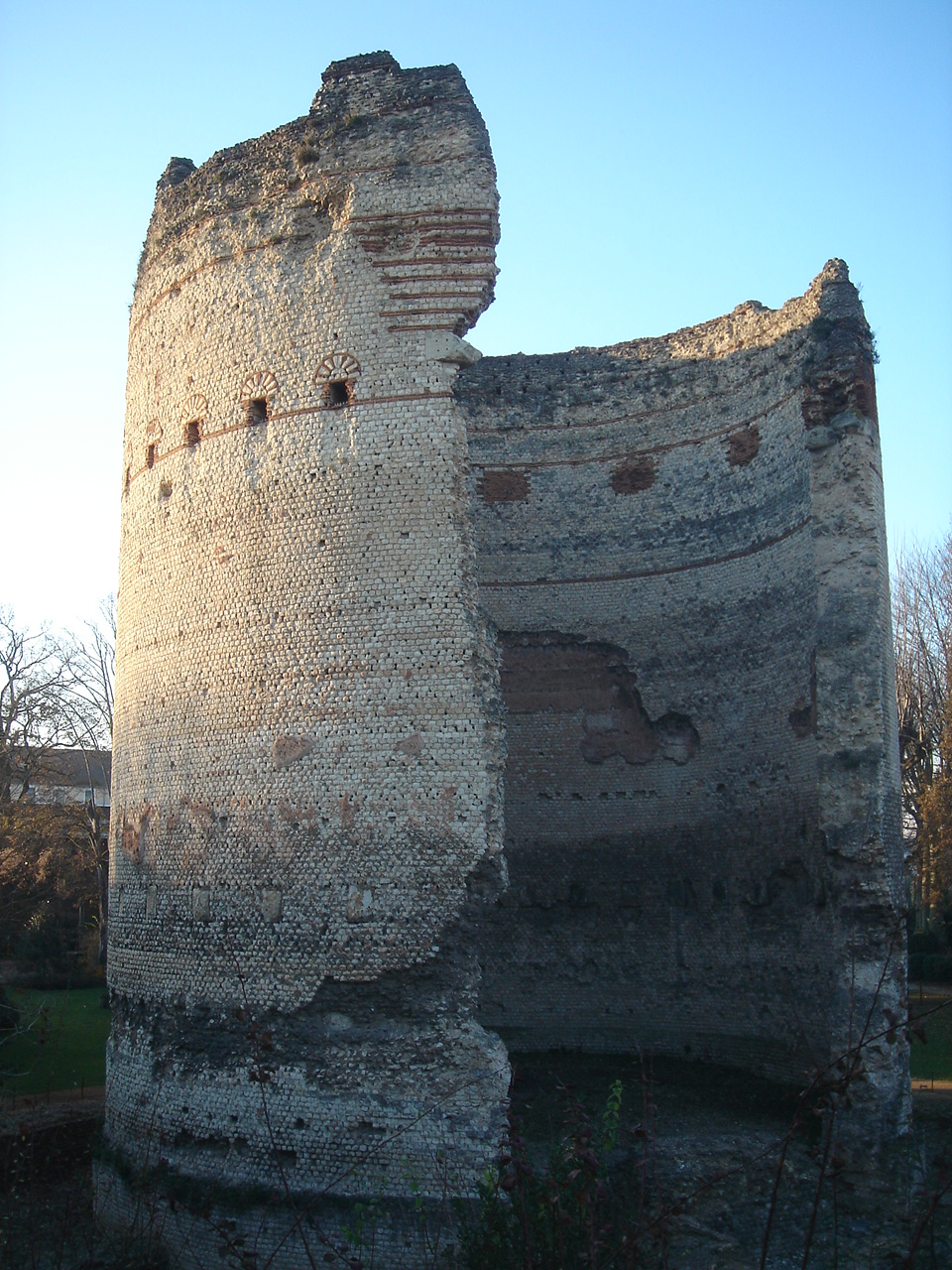
Der Tour de Vésone ist die Ruine eines römischen Heiligtums in Périgueux.

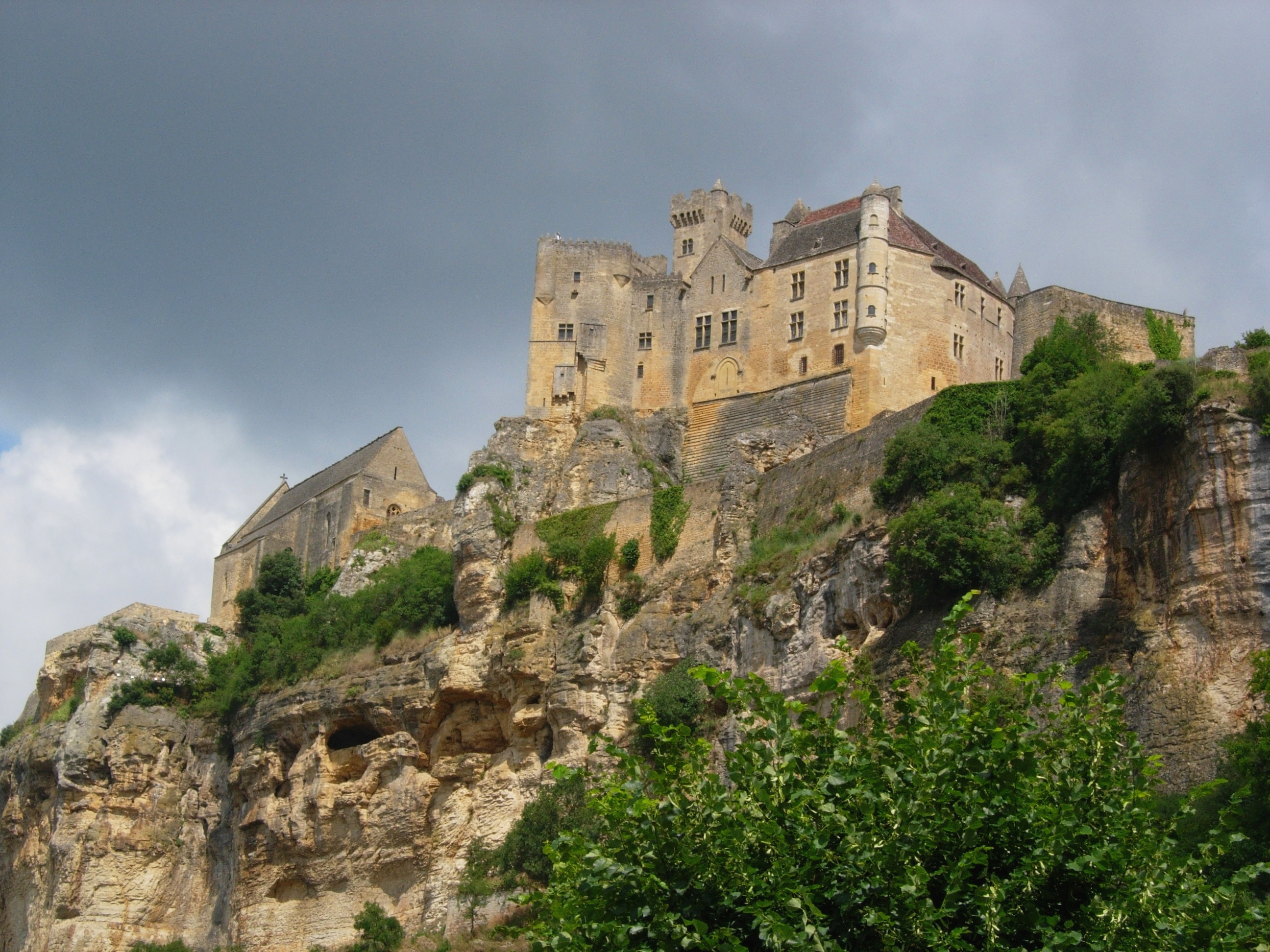
Die Burg Beynac, eine der vier historischen Baronatssitze und 150 m über dem Tal der Dordogne gelegen, galt lange Zeit als uneinnehmbar.

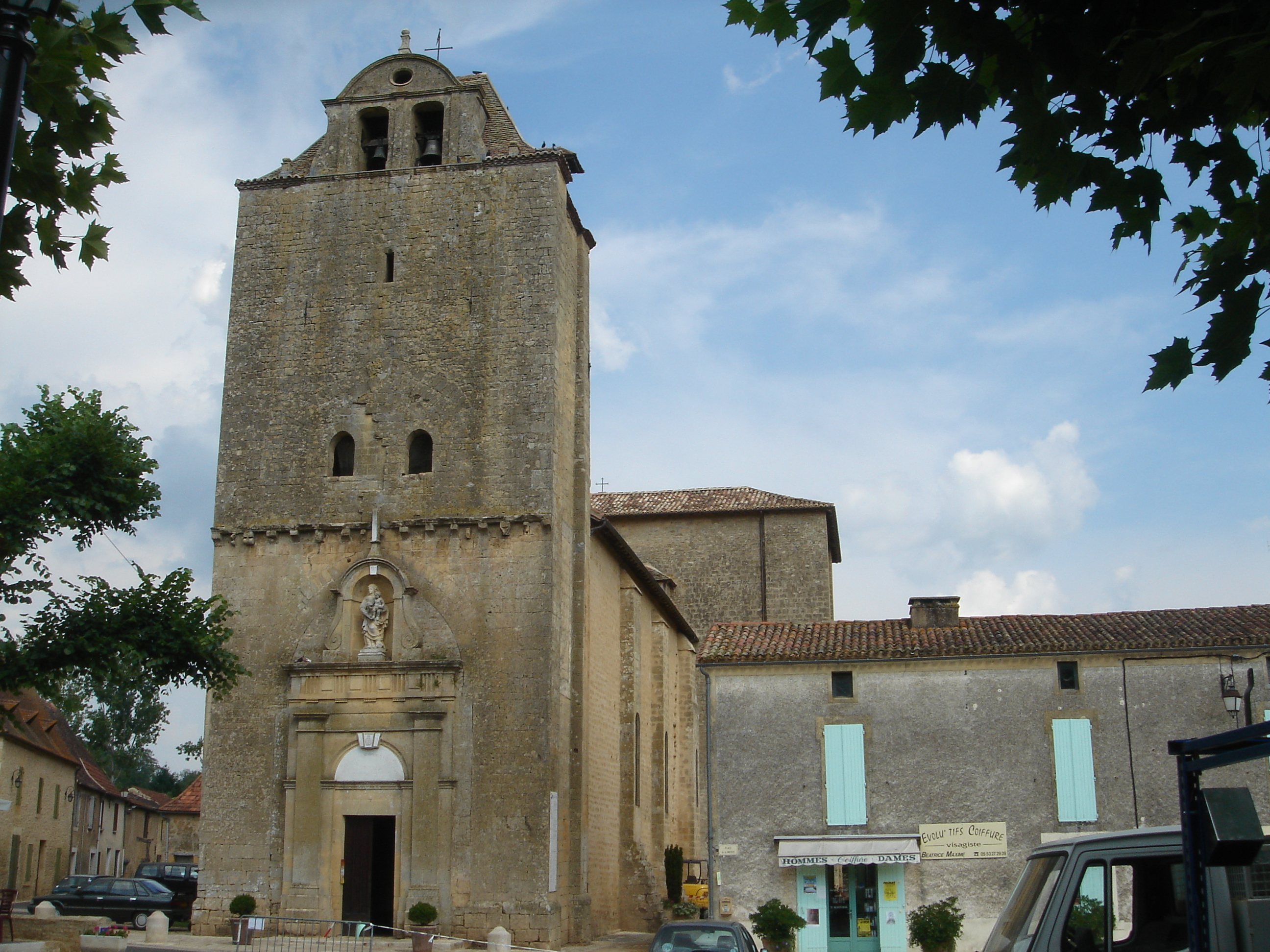
Einschiffige romanische Wehrkirche in Trémolat (Périgord Noir)

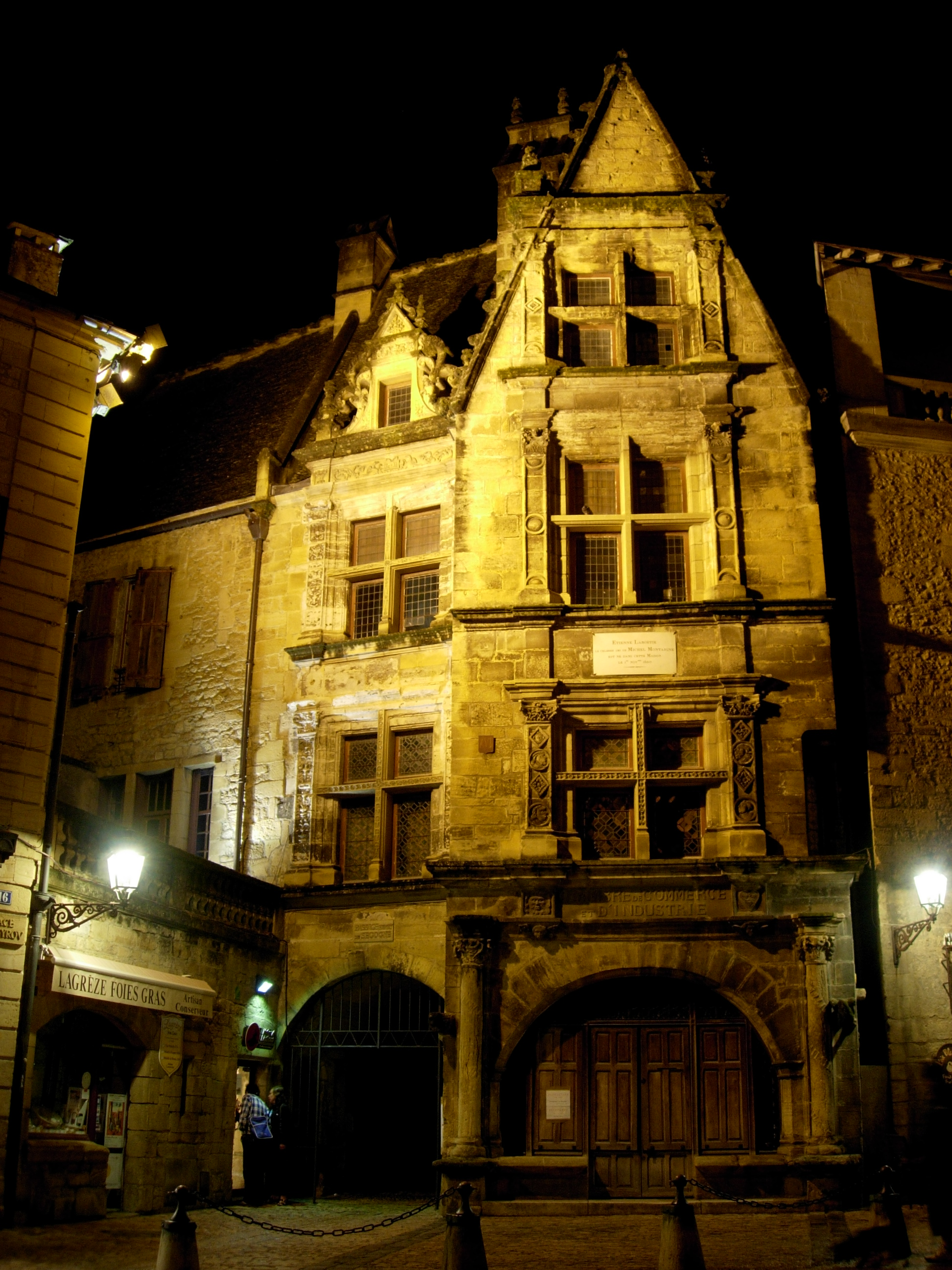
Das Wohnhaus von Étienne de la Boétie in Sarlat

### Frühzeit und Antike
Schon um 30.000 v. Chr. ließen sich die ersten steinzeitlichen Menschen in den zahlreichen Höhlen und Grotten (abris) des Vézère-Tals nieder; davon zeugen noch heute die als Weltkulturerbe eingestuften Felsmalereien von Lascaux etc. Der moderne Mensch wurde nach der Grotte von Cro-Magnon auch Cro-Magnon-Mensch genannt.
Die Allée couverte de Blanc gilt als eine der besterhaltenen Anlagen der Megalithkultur in der Region.
Im Altertum war die Gegend zunächst Bestandteil des keltischen Gallien, bevor sie von den Römern erobert und der Provinz Gallia Aquitania einverleibt wurde. Reste römischer Kultur und Bebauung finden sich als Ruinen noch in der Stadt Périgueux. Im Zuge der Völkerwanderung eroberten die Franken das Gebiet.

### Mittelalter
Bereits im Jahr 866 wurde die Grafschaft Périgord gegründet, die wiederum Lehen an vier Barone vergab. Diese errichteten ihre Burgen in Mareuil an der Grenze zum Angoumois, in Biron an der Grenze zum Quercy, in Beynac und in Bourdeilles. Die Standortwahl war militärstrategisch geprägt und die Familiensitze daher ausgedehnte, fast uneinnehmbare Festungen. Auch politisch genossen die Barone weitgehende Freiheiten und waren als Heerführer in vom französisch-englischen Gegensatz geprägten Jahrhunderten für die Grafen unentbehrlich. Während des Mittelalters war das Périgord zwischen Franzosen und Engländern lange umkämpft: Nach der Hochzeit Eleonore von Aquitaniens mit Henri Plantagenêt fiel der französische Südwesten für 300 Jahre und länger als Lehen an England. Im Hundertjährigen Krieg zog sich die Frontlinie quer durch das Périgord, wobei die Dordogne lange Zeit die Machtbereiche von Franzosen im Norden und Engländern im Süden markierte. Politisch blieb die Grafschaft praktisch unbedeutend, denn sie geriet immer wieder zwischen die Fronten beider Interessen und die Regenten waren mit zu geringem politischen Talent ausgestattet, um hieraus Kapital zu schlagen. Im Gegenteil mussten sich die Grafen der Vasallentreue ihrer mächtigen, oft auf verschiedener Seite kämpfenden Barone genauso versichern, wie sie die territorialen Begehrlichkeiten der Könige abwehren mussten. Dies gelang ihnen mit fortschreitendem Kriegsgeschehen immer weniger.
Nachdem sich ab 1204 führende Orte unter den Schutz des französischen Königs gestellt hatten, begann dieser mit der systematischen Befestigung strategisch bedeutender Plätze und der Neuerrichtung zahlreicher, planmäßig angelegter Wehrdörfer (Bastiden), deren Bewohner mit teils weit reichenden Privilegien angelockt wurden. Im englischen Herrschaftsbereich setzte die gleiche Entwicklung ein; auch entstanden in dieser konfliktträchtigen Zeit eine Vielzahl romanischer Wehrkirchen, die der dörflichen Bevölkerung als Zuflucht dienen konnten und teils sogar Elemente von Befestigungsanlagen trugen. Diese Bauwut hat das Périgord zu einem Kernland der romanischen Architektur werden lassen. Die entscheidende Schlacht von Castillon 1454, die die Engländer endgültig vom französischen Festland vertrieb, fand in Wirklichkeit bei Lamothe-Montravel im Périgord statt.

### Neuzeit
Es schloss sich ein knappes Jahrhundert des Friedens und des Wohlstandes an, in dem eine kulturelle Blüte und bürgerliche Schaffenskraft für einen Entwicklungsschub sorgten. Der wirtschaftliche Aufschwung nahm seinen Anfang, als sich der atlantische Seehandel voll entfaltete. Reich an natürlichen Ressourcen wie Holz und Eisen sowie landwirtschaftlichen Produkten (vor allem dem damals berühmten regionalen Wein), erstarkte die Region nachhaltig. Michel de Montaigne, zeitweise Bürgermeister von Bordeaux, und Étienne de la Boétie waren literarische und philosophische Größen ihrer Zeit. Auch wurden fast alle mittelalterlichen Burgen zu eleganten Residenzen umgebaut, in denen sich der neue Architekturstil der Renaissance niederschlug. In Städten wie Périgueux und Sarlat-la-Canéda sind noch heute prachtvoll ornamentierte Bürgerhäuser zu bestaunen. In die Zeit der Renaissance fällt auch der Neubau vieler Schlösser und Landsitze, so dass das Périgord heute auch den Beinamen „Land der 1000 Schlösser“ führt.
Schon im Gefolge der Reformation allerdings kündigten sich die nächsten Unruhen an: Die ab 1540 einsetzenden Religionskonflikte trafen das Périgord hart. Périgueux hielt der katholischen Kirche die Treue, während Bergerac sich der Reformation anschloss. Es kam in der Folge wiederholt zu Massakern, die wechselseitig von Katholiken und Hugenotten begangen wurden. Erst das Toleranzedikt von Nantes 1598, das viele protestantisch geprägte Orte unter königlichen Schutz stellte, sorgte für eine langsame Beruhigung. Zugleich aber vermehrten sich die sozialen Spannungen: Der wirtschaftliche Aufschwung war neben dem Bürgertum vor allem den lokalen Adligen zugutegekommen, während die Landbevölkerung unter erdrückenden Abgabenlasten, Verschuldung und Existenznot litt. Während des 17. und 18. Jahrhunderts flammten daher immer wieder Aufstände auf. Diese beschränkten sich keineswegs auf spontane Unruhen: Mehrfach stellten die Aufständischen, die sich Croquants nannten, regelrechte Heere auf und nahmen Städte ein. Die gnadenlose Reaktion der Adligen beendete solche Aufstände jedoch – wenn auch oft erst nach jahrelangen Kämpfen – mit äußerster Gewalt. Die Aufhebung des Toleranzediktes durch Ludwig XIV. 1685 war für das Périgord eine Katastrophe: Sehr viele Protestanten verließen das Land, das so seiner wirtschaftlichen Elite beraubt wurde und in Armut und Bedeutungslosigkeit versank.
Mit der französischen Revolution befreiten sich auch die Périgordins von der Vormundschaft des Adels und entschieden 1790, ihr Département mit dem Namen Périgord auszustatten, deren Hauptstadt ursprünglich zwischen den größeren Städten alternieren sollte. Die alte Grafschaft wurde fast in ihren ursprünglichen Grenzen in dieses Département überführt, wobei sie im Süden und Osten Gebiete abgab, im Norden jedoch einige Landstriche hinzu gewann. Noch im selben Jahr wurde von der französischen Zentralregierung verfügt, den Namen in „Dordogne“ umzubenennen und die Präfektur in Périgueux fest zu etablieren.
Die Industrialisierung setzte im Périgord spät und spärlich ein, so dass die Gegend wirtschaftlich unterentwickelt blieb. Zugleich ruinierte der Reblausbefall ab den 1860er Jahren nahezu den gesamten Weinbau. In der Folge war ein weiterer wirtschaftlicher Niedergang festzustellen, von dem sich die Region bis heute nicht erholt hat. Massive Landflucht und Auswanderung waren die Folge; noch heute leben im Département Dordogne weniger Menschen als im Jahr 1800. Einige öffentlich geförderte Großansiedlungen milderten die Effekte, wie zum Beispiel die Einrichtung eines Ausbesserungswerkes für die staatliche Eisenbahngesellschaft SNCF in Périgueux, durch die tausende Arbeitsplätze geschaffen wurden.
Während des Zweiten Weltkriegs war die Region eines der Hauptaktionsgebiete der Résistance. Im Westen verlief die Demarkationslinie zwischen dem deutschen Besatzungsgebiet und Vichy-Frankreich, zu dem der größte Teil des Périgord gehörte. Über diese Grenze wurde eine Vielzahl von Waren, auch Waffen und Sprengstoff, geschmuggelt und außerdem Flüchtlinge und politisch Verfolgte hin- und herbewegt. Das häufig dicht bewaldete, dünn besiedelte Gebiet bot dem Maquis Rückzugsgebiete, von denen aus die Résistants operieren konnten. Im Unterschied zum benachbarten Limousin kam es jedoch weitaus weniger zu spektakulären Anschlägen, Rachefeldzügen und Massakern.
In jüngerer Zeit ist sich das Périgord seiner langen Geschichte und Tradition, insbesondere aber seiner touristischen Qualität bewusst geworden. Heute werden viele leer stehende oder verfallende Herrenhäuser, Bauernhöfe, Mühlen und Schlösser von Ausländern erworben, die diese renovieren und ihr sommerliches oder sogar dauerhaftes Domizil aufschlagen. Führend sind hierbei Engländer, aber auch Niederländer und Deutsche interessieren sich vermehrt für die Region als Lebensmittelpunkt.
Siehe auch Liste der Grafen von Périgord

## Bevölkerung

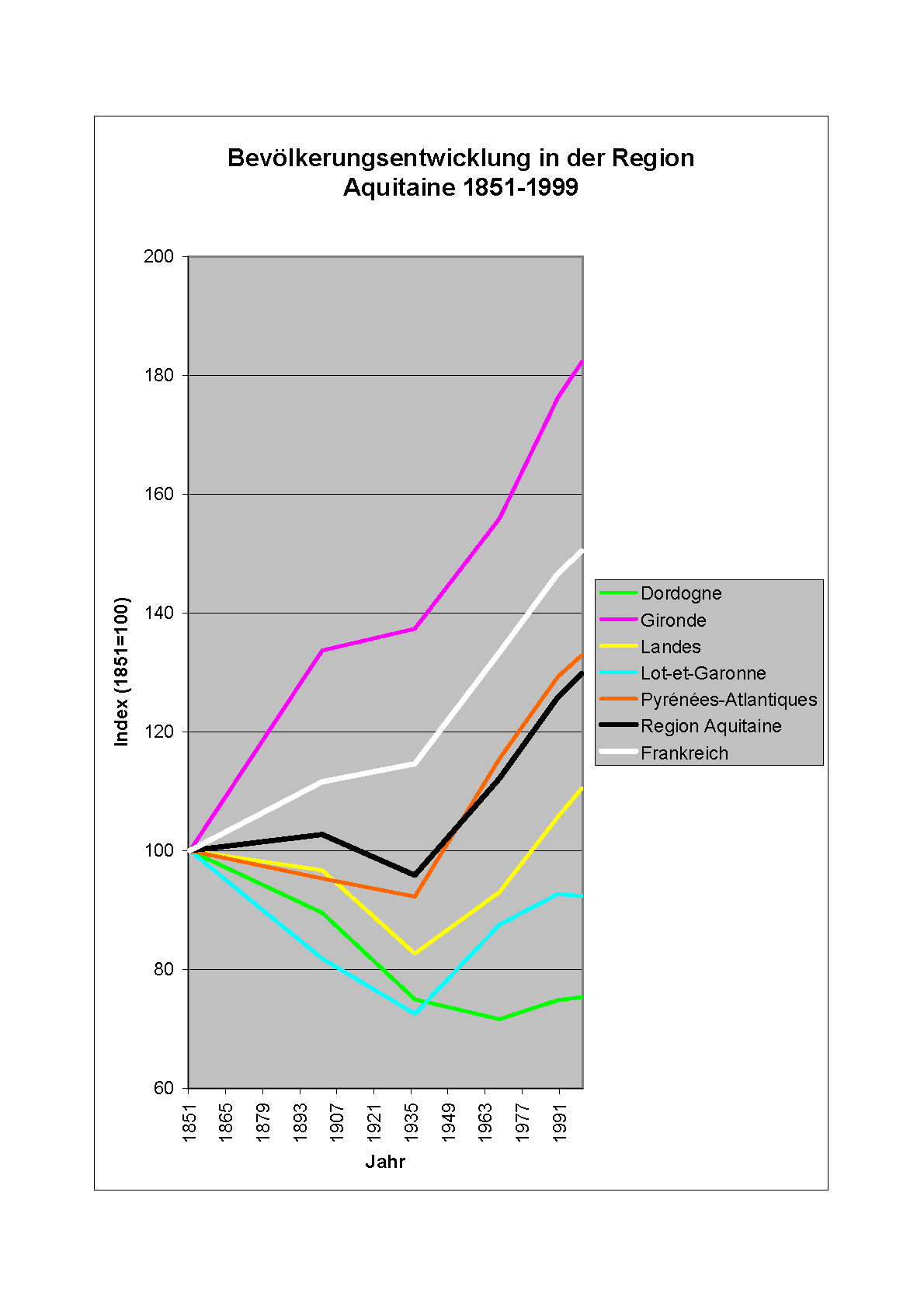
Im Vergleich zu anderen Gebieten in Aquitanien ist die Bevölkerung im Périgord (Département Dordogne, grüne Kurve) in den letzten 150 Jahren besonders stark gesunken.

Die Périgourdins sind essentiell ländlich geprägt und stolz darauf. Sie zeichnen sich durch Gastfreundschaft, Offenheit und Tatkraft aus. Dies mag ein Grund dafür sein, dass sich die Region auch touristisch relativ erfreulich entwickelt hat.
Ursprünglich fühlten sich die Einwohner nicht als Franzosen – die Idee des französischen Nationalstaats als Ideengemeinschaft bildete sich erst mit der französischen Revolution aus. Zeitgleich begann auch die zentral gesteuerte Bürokratie, den Gebrauch der französischen Sprache zu forcieren. Diese Tendenz wurde mit der Einführung der allgemeinen Schulpflicht 1871 noch verstärkt, so dass die Périgourdins heute fast ausnahmslos Standardfranzösisch sprechen. Zuvor wurde nur in einem sehr kleinen Gebiet im äußersten Westen ein dem Französischen ähnlicher Dialekt gesprochen, die übrige Region verwendete einen okzitanischen Dialekt limousinischer Prägung. Dieser ist in jüngster Zeit neu entdeckt worden und wird nun wieder mehr gepflegt. Es bleibt abzuwarten, ob diese Rückbesinnung den Dialekt vor dem Aussterben bewahren kann.

### Bevölkerungsstruktur
Wie in vielen ländlich geprägten Regionen ist das Périgord von den Folgen der Abwanderung und mangelnder Infrastruktur geprägt. Dadurch ist die Bevölkerung besonders außerhalb der Ballungsräume tendenziell überaltert und das Einkommensniveau ist relativ niedrig. Die ethnische Zusammensetzung ist recht homogen, der Anteil an Migranten niedrig. Ein bedeutender Ausländeranteil ergibt sich nur, wenn man die ansässigen Europäer mit Zweitwohnsitz in Betracht zieht.

### Bevölkerungsentwicklung
Insgesamt hat die Bevölkerung wie in vielen ländlichen Gegenden Frankreichs im 19. und 20. Jahrhundert stetig abgenommen. Erst seit 1990 lässt sich ein gegenläufiger Trend beobachten. Hierbei haben die Randregionen besonders gelitten: Die stärkste Bevölkerungsabnahme mussten der Norden und der Nordosten hinnehmen. Einzelne Kantone haben innerhalb der knapp 80 Jahre zwischen 1921 und 1999 bis zu zwei Drittel ihrer Einwohner abgegeben. In derselben Zeitspanne haben auch die Dörfer im restlichen Périgord meist zwischen 20 und 60 Prozent der Bevölkerung verloren. Gewinner sind die Einzugsbereiche von Périgueux und Bergerac, die (oft deckungsgleichen) Entwicklungsachsen entlang der Nationalstraßen und Flusstäler sowie kleinere Zentren wie Sarlat und Terrasson.

## Politik
Das politische Bewusstsein der Périgordins ist von zahlreichen Besonderheiten geprägt, wie sie für den französischen Südwesten typisch sind:
Der politische Liberalismus hatte hier wie im ganzen Südwesten immer eine starke Position. Dies ist zu einem Teil auf das Selbstbewusstsein zurückzuführen, das die Region zu Zeiten der wirtschaftlichen Blüte im 18. Jahrhundert durch konsequente Einstellung auf den Außenhandel gewann. Historisches Beispiel ist die Fraktion der Girondisten, die während der französischen Revolution die Menschen- und Bürgerrechte verteidigten, sich aber auch für Liberalismus in Wirtschaftsfragen wie dem Schutz des Eigentums und der Gewerbefreiheit einsetzten. Diese politische Ausrichtung ist bereits seit der Reformationsbewegung spürbar, als im französischen Südwesten überdurchschnittlich viele Hugenottengemeinden entstanden. Im 20. Jahrhundert war das Périgord Stammland des Parti Radical, einer liberalen Partei, die sich im Verlauf ihrer Geschichte mehrfach aufspaltete und deren Reste unter der Bezeichnung Parti radical de gauche als linksliberale Splittergruppierung fortleben. Die christdemokratisch-liberale UDF erzielte im Périgord ebenfalls gute Ergebnisse.
Im Südwesten ist die Bevölkerung stolz auf eine politische Tradition der Toleranz und Offenheit. Dies zeigt sich eindrucksvoll an den stets mageren Ergebnissen der Rechtsextremen des Front National, die in dieser Gegend fast nie mehr als 10 Prozent der Stimmen erhalten (bei einem landesweiten Durchschnitt von bis zu 20 Prozent). Jedoch erreichte Marine Le Pen bei den Präsidentschaftswahlen 2017 im Département Dordogne im 2. Wahlgang 35,73 Prozent der Stimmen, was über dem gesamtfranzösischen Ergebnis von 33,9 Prozent liegt.
Die Kommunistische Partei (Parti communiste français) fand im Milieu der Kleinbauern und Landarbeiter des Périgord eine treue Wählerschaft, die Region gehörte damit zu den ländlich-agrarisch strukturierten Teilen Frankreichs, in denen sich die PCF außerhalb der Industriestädte etablieren konnte. Auch wenn die Stimmenanteile nach wie vor weit über dem nationalen Durchschnitt rangieren, lässt sich in neuerer Zeit – bedingt auch durch den Strukturwandel – feststellen, dass das Périgord nicht mehr dieselbe Bedeutung als Hochburg der PCF innehat.
Der Südwesten und damit auch das Périgord sind Stammland mehrerer Klein- und Kleinstparteien, deren bekannteste die Chasse, pêche, nature, traditions (CPNT) ist. Diese setzt sich für die Interessen von Jägern und Anglern ein, betrachtet sich als Protestpartei und scheint in dieser Gegend das rechte Stimmenpotential, das den FN ablehnt, anzusprechen. Der Stimmanteil bei Europawahlen überschritt gelegentlich 7 Prozent.
Angesichts dieser Gemengelage schließen sich – wie in Frankreich üblich – Parteien oft zu Wahlbündnissen zusammen. In der Regel stellt die Wahlliste des gemäßigten linken Spektrums die meisten Abgeordneten im Département Dordogne und in den Stadträten. Die politischen Mehrheiten sind innerhalb des Périgord unterschiedlich verteilt: Während Périgueux seit Jahrzehnten eine sichere Bank der Konservativen ist, wählt man in Bergerac eher sozialistisch.
Bei den Präsidentschaftswahlen 2007 und 2012 votierte das Département Dordogne, das quasi mit dem historischen Périgord identisch ist, mehrheitlich für die sozialistischen Kandidaten Ségolène Royal und François Hollande.

## Religion
Die Bevölkerung ist zu über 90 % katholisch. Protestantische Gemeinden, die sich im Zuge der Reformationsbewegung besonders im südlichen Périgord gebildet hatten, sind heutzutage rar und spielen im öffentlichen Leben keine Rolle mehr. In den Vorstädten von Périgueux und Bergerac, in denen ein gewisser Anteil der Bevölkerung einen Migrationshintergrund aufweist, spielt auch der Islam eine Rolle. Ende des 20. Jahrhunderts hat sich in der Nähe von Sarlat eine Buddhistengemeinde etabliert, die mehrere hundert Mitglieder zählt.

## Wirtschaft

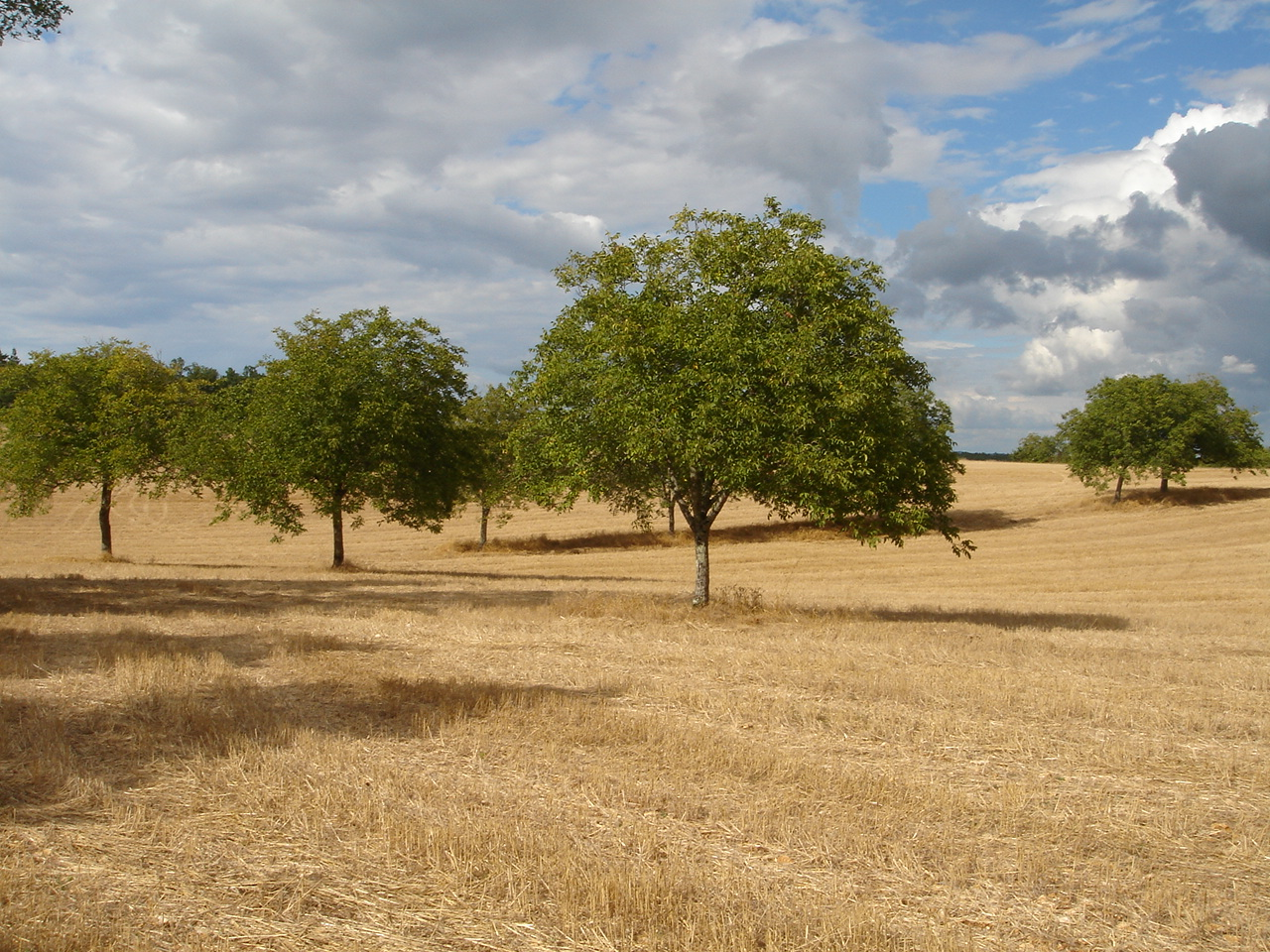
Walnussbäume im Périgord Blanc. Die Kombination mit Ackerbau ist häufig anzutreffen.

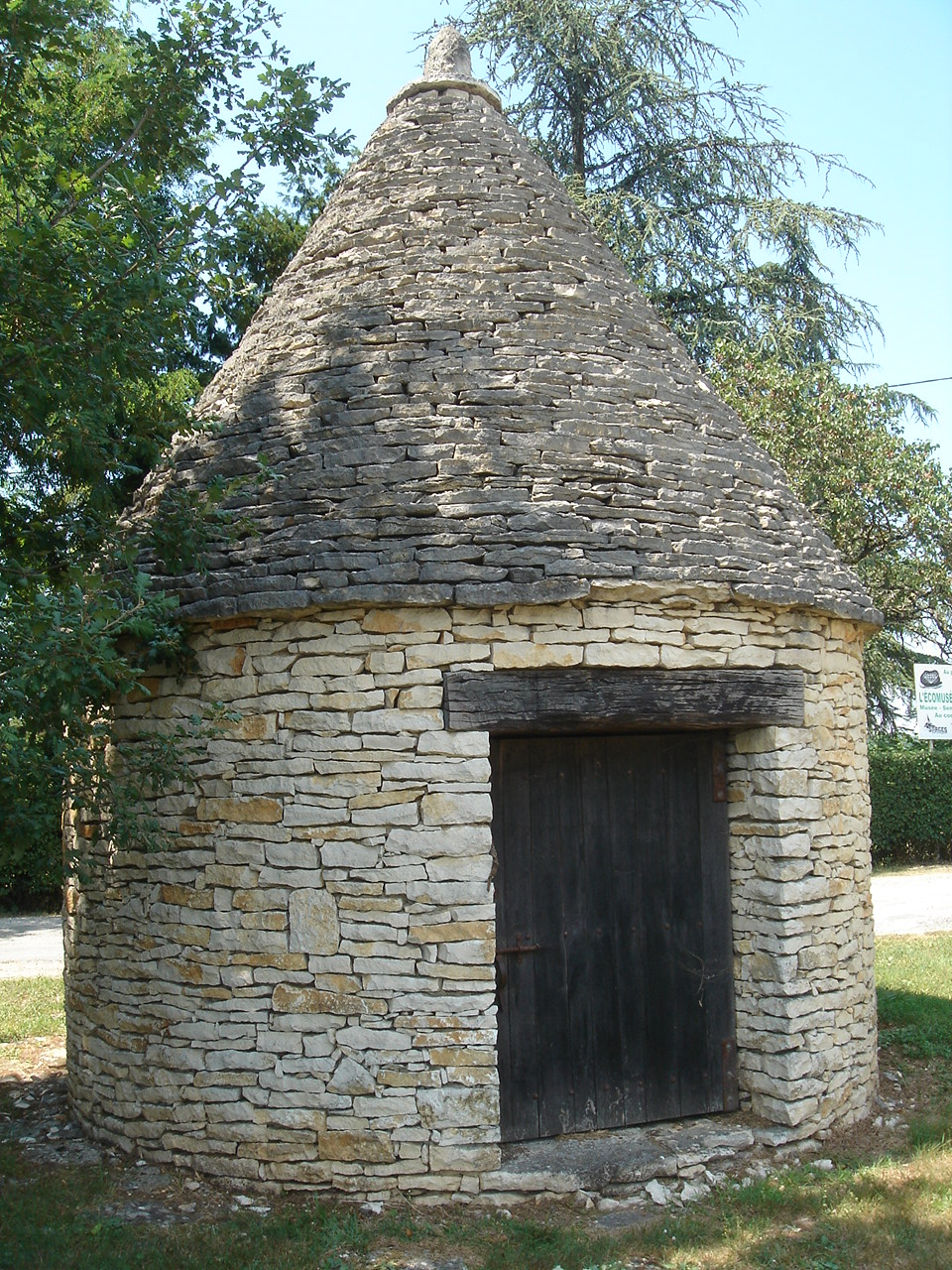
Eine Borie in der Nähe von Sorges. Diese aus Trockensteinen errichteten Unterstände sind typisch für die Region.

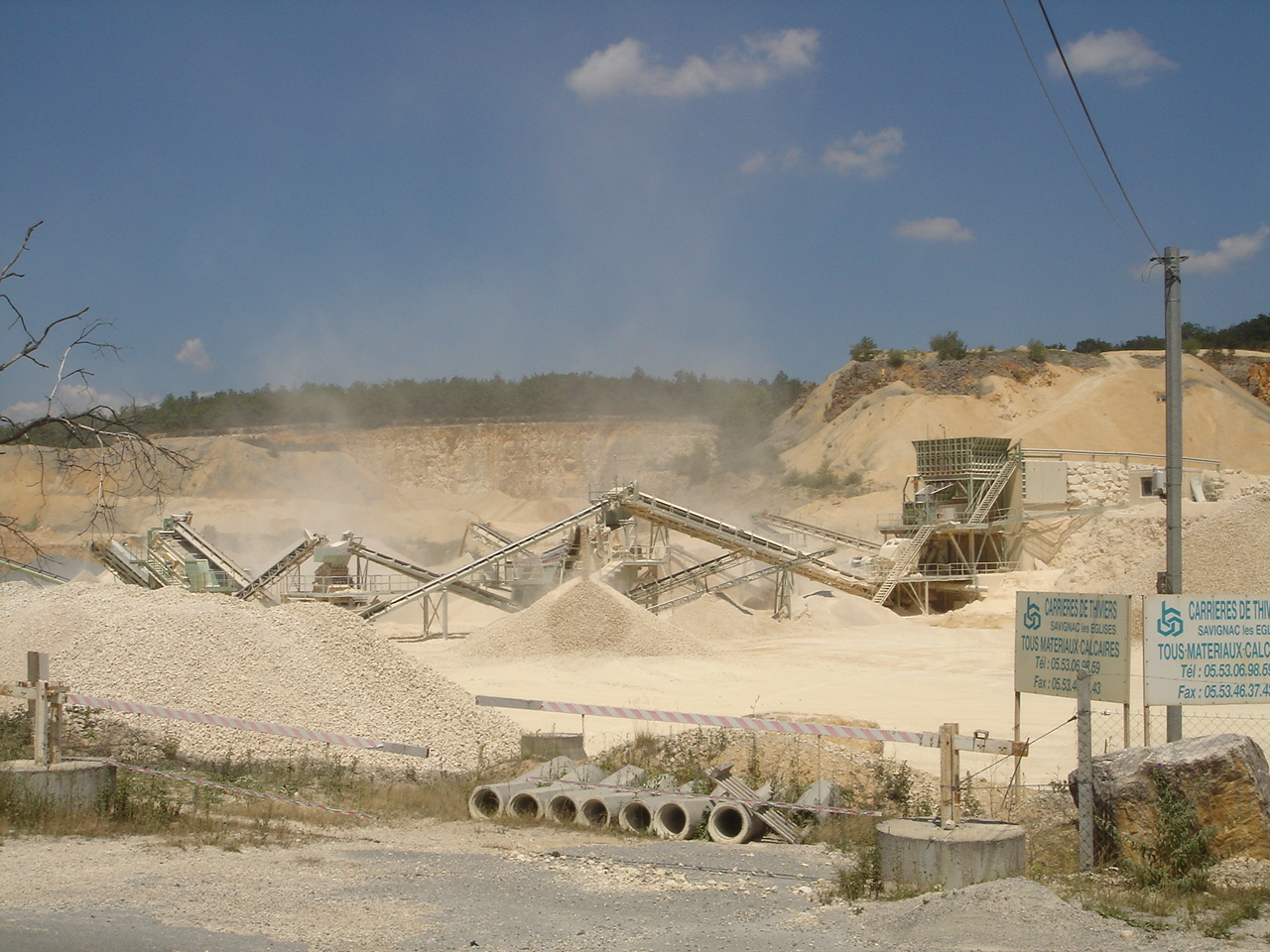
Steinbruch bei Savignac-les-Eglises. Hier wird besonders heller Kalkstein gewonnen.

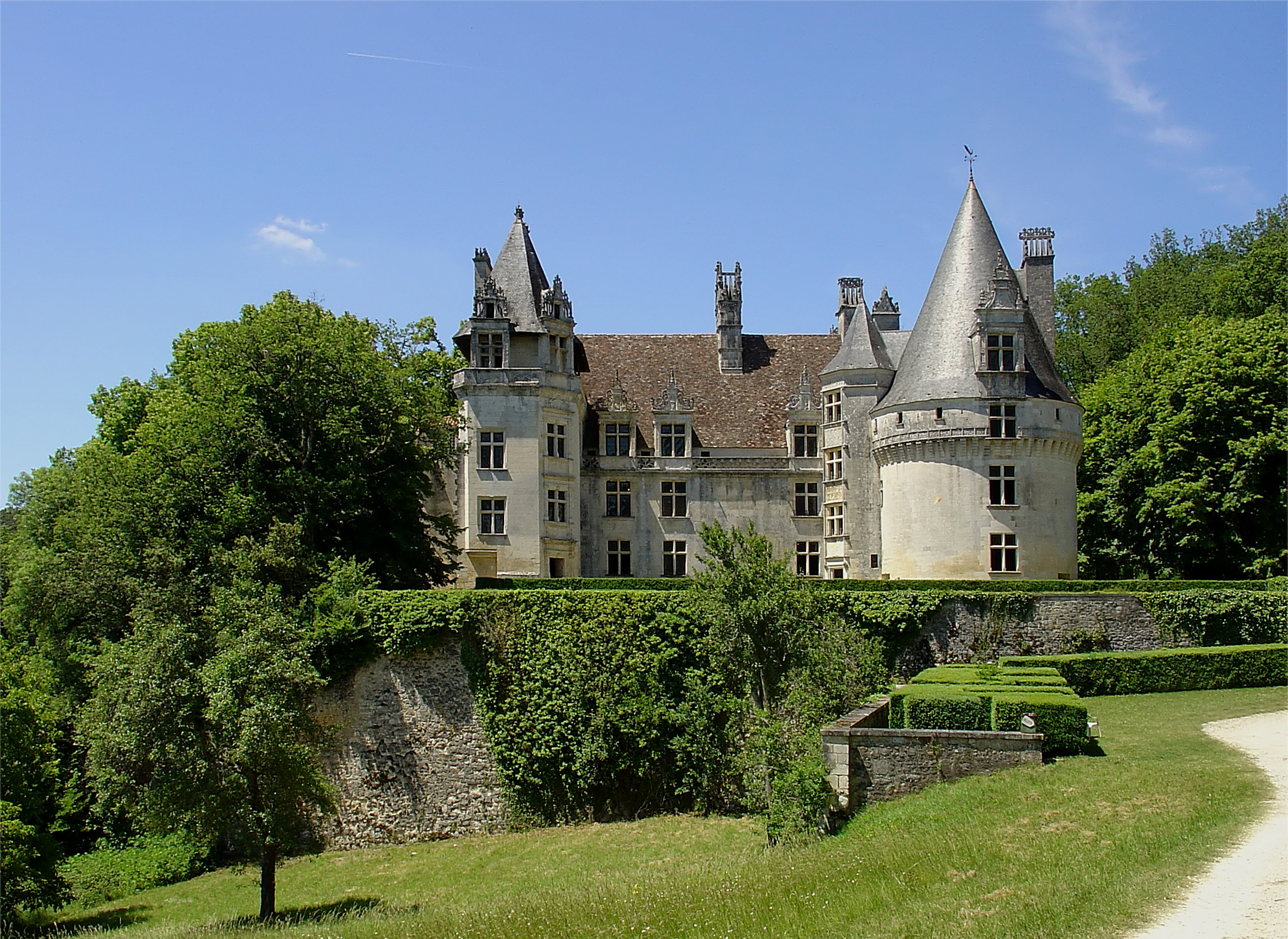
Das Schloss Puyguilhem ist eines der meistbesuchten Touristenziele im Périgord.

### Landwirtschaft
Das Périgord ist ein landwirtschaftlich geprägtes Gebiet. Noch heute liegt der Anteil der Beschäftigten im Agrarsektor deutlich über dem Landesdurchschnitt. Schwerpunkte der Landwirtschaft sind im Norden und in der Mitte Mais, Obst und Tierhaltung. Hierbei entfällt an der Grenze zum Limousin ein hoher Anteil auf die Rinderzucht und die Kultivierung von Äpfeln, Getreide und Futterpflanzen, während die Kalkflächen und Flussniederungen im zentralen und südöstlichen Périgord für Maisanbau und Geflügelzucht, insbesondere Enten und Gänse, gut geeignet sind. In der Gegend um Vergt südlich von Périgueux werden intensiv Erdbeeren angebaut, die nach ganz Europa exportiert werden.
Im Südwesten, im Bergeracois, herrscht Weinanbau vor. Der Wein in der Gegend um Bergerac hat eigene Herkunftsbezeichnungen, so unter anderem Bergerac Sec, der rot, weiß und seit kurzem auch als Rosé angeboten wird. Bekannt sind auch der Pécharmant (ein trocken ausgebauter Rot-, teilweise auch Weißwein) und Monbazillac (ein edelsüßer, likörartiger Weißwein). Auch wenn der Bergerac nicht die Qualität der unmittelbar benachbarten Bordeauxweine erreicht, erfreut er sich, auch wegen des sehr guten Preis-Leistungs-Verhältnisses, steigender Beliebtheit. Weine, die die strengen Anforderungen der Appellation Controlée nicht erfüllen, werden als Vin de Pays d’Oc verkauft. Neben Wein ist der Tabak ein wichtiger Wirtschaftsfaktor im Périgord pourpre. Ursprünglich in der ganzen Region kultiviert, hat sich der Anbau auf das Gebiet beiderseits der Dordogne konzentriert, in dem die Qualität am höchsten ist. Wurde noch in den 1970er Jahren hauptsächlich brauner Tabak angebaut, herrschen nun blonde Sorten vor.
Das Périgord bietet spezielle landwirtschaftliche Erzeugnisse für höchste Ansprüche: Berühmt und weltweit geschätzt sind die Trüffeln aus dem Périgord (Perigord-Trüffel) aber auch Steinpilze und Pfifferlinge genießen weltweiten Ruf. Eine Spezialität sind Walnüsse, aus denen – oft im traditionellen Verfahren – hochwertiges Nussöl hergestellt wird. Auch die Stopfleber (Foie gras), die global vermarktet wird, erfreut sich eines exzellenten Rufes.
Einen bedeutenden Rang nimmt die Forstwirtschaft ein, denn fast die Hälfte des Périgords ist von Wald bedeckt, dessen Eichen, Pinien und Kastanien vielfältig verarbeitet werden können. Auch die Fischzucht spielt eine gewisse Rolle.

### Industrie
Ein industrieller Schwerpunkt liegt in der Metallverarbeitung, die im Périgord Tradition hat und mittelständisch betrieben wird. Die Herstellung von Messern und Klingen ist insbesondere im Norden der Region verankert. Eine weitere industrielle Branche mit langer Tradition ist die holzverarbeitende Industrie (insbesondere Möbel). Selbst die einst prosperierende Schuhindustrie konnte sich in Resten trotz Globalisierung erhalten. Die wichtigste Rolle spielt jedoch die Nahrungsmittelindustrie, die sich vor allem auf hochwertige Produkte wie Foie Gras, Confit (eingelegtes Fleisch insbesondere von Ente und Gans), Saucen, Wein und Edelpilzen spezialisiert hat.
Die besondere Güte des Kalksteins, der aus den weitflächigen Plateaus des zentralen Périgord gewonnen wird, ist Grund für eine Vielzahl von Steinbrüchen. Der Stein wird in erster Linie zum Bau und zur Renovierung von Natursteinhäusern sowie zur Verblendung von Fassaden eingesetzt. Abnehmer finden sich in ganz Frankreich und im Ausland.

### Dienstleistungen
Der Dienstleistungssektor ist vor allem durch den Tourismus geprägt, der sich auf Individualreisende mit höherem Einkommen und hohem Bildungsniveau spezialisiert hat. So findet man zahlreiche kleinere Hotels, die oft in alten Landsitzen oder gar Schlössern eingerichtet sind, und eine Vielzahl an Ferienhäusern, Restaurants und sogar Ferienclubs für spezielle Interessen. Das Périgord nimmt zudem eine in Frankreich führende Stellung im Agrartourismus ein. Der Schwerpunkt touristischer Infrastruktur liegt im Südosten, im Périgord noir.
Zudem hat das Handwerk im Périgord eine starke Basis: Schmieden, Schreinereien, Innenausstatter und kleine Bauunternehmen haben sich häufig auf die Restaurierung oder Renovierung historischer Gebäude spezialisiert. Einheimische wie ausländische Kunden fragen immer häufiger originalgetreue und traditionsbezogene Wiederherstellung eines authentischen Wohnumfeldes nach. Hierzu gehört auch, dass häufig Trockenmauern aus Feldsteinen als Einfriedung von Privatgärten errichtet werden und die Bories, typische ländliche Kleinbauten aus Naturstein, als Unterstände, Schuppen oder Zierelement in Vorgärten und Parks nachgebaut werden.

### Wirtschaftsstruktur
Das Périgord verfügt über kein Oberzentrum. Wirtschaftliche Zentren sind die einzigen größeren Städte Périgueux und Bergerac, zwischen denen eine gewisse Rivalität herrscht. Das administrative, geistliche und kulturelle Zentrum Périgueux sieht sich von der dynamischeren Konkurrentin Bergerac zunehmend wirtschaftlich in den Schatten gestellt. Die Strahlkraft dieser Ballungsräume ist für das Umland ausreichend, kann aber mit dem gewaltigen Einzugsbereich von Bordeaux nicht konkurrieren. Der Norden wendet sich zudem in Richtung Limoges, der Osten nach Brive, der Süden teilweise nach Agen, sofern diese Städte schneller erreichbar sind als diese beiden Zentren.

## Verkehr

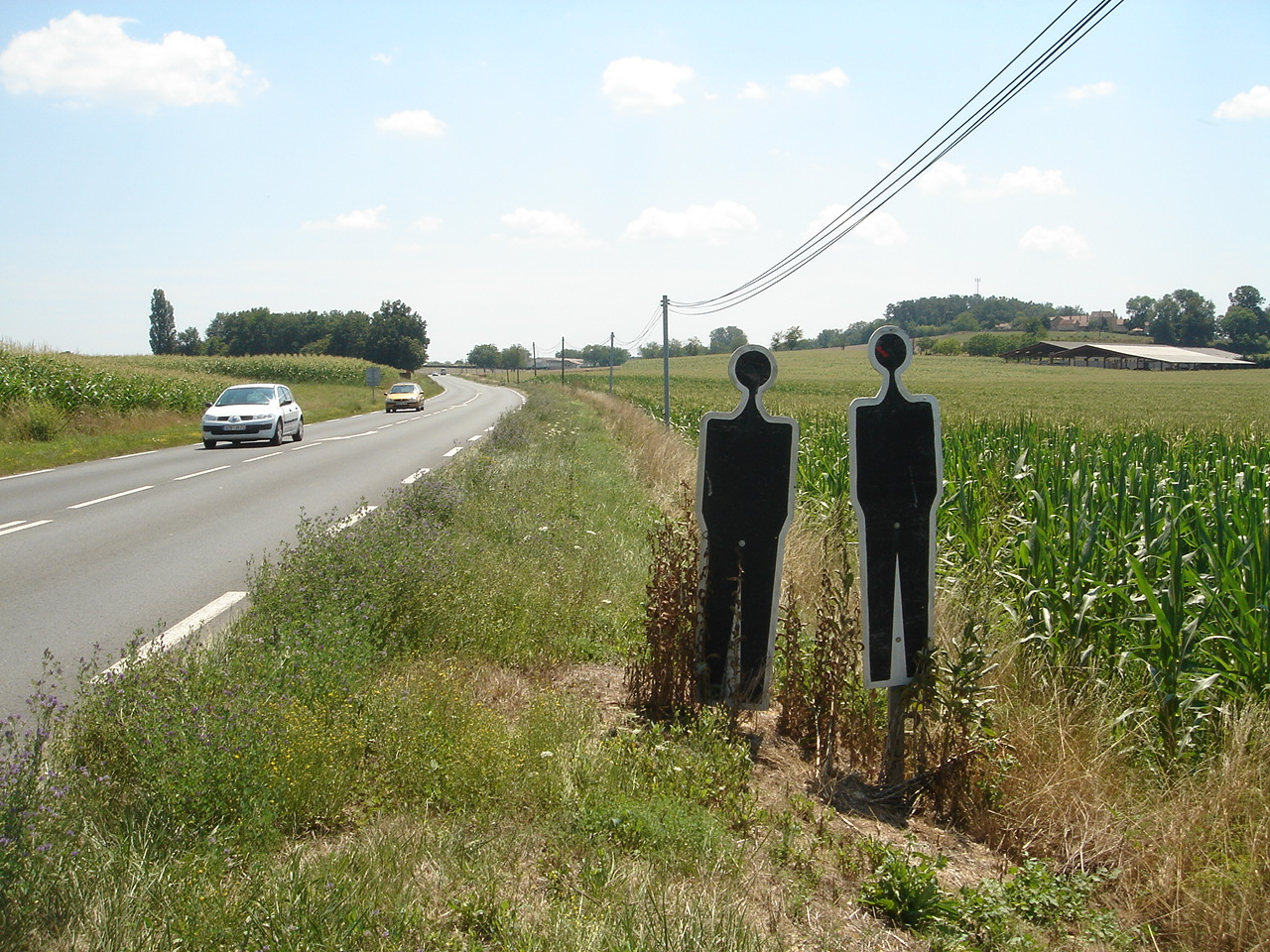
Hinweis auf Verkehrstote an der N 21 zwischen Périgueux und Limoges.

Das Périgord war lange schlecht erschlossen, da es abseits der großen Handels- und Verkehrswege lag. Erst in den 1990er Jahren wurde die Autobahn A 20 fertig gestellt, die eine Anbindung nach Paris gewährleistet, aber knapp am Périgord vorbeiführt. Eine Autobahn in Ost-West-Richtung (A 89) durchquert seit Frühjahr 2008 von Bordeaux aus das Périgord südlich von Périgueux bis zum Anschluss an die A 20 (Paris-Toulouse). Sie führt weiter bis Clermont-Ferrand, wo Anbindung nach Lyon besteht. Die Nationalstraßen 21 und 89 waren bis dahin die einzigen überregionalen Verkehrsadern und galten als überlastet und gefährlich. Die Verkehrssicherheit ist ein wichtiges politisches Thema im Périgord, da dort immer noch sehr hohe Opferzahlen zu beklagen sind. Dies liegt neben der Infrastruktur auch am Verhalten der Fahrer, die nicht selten alkoholisiert das Steuer ergreifen. Seit den 1990er Jahren wurden die Kontrollen verschärft und mit abschreckenden Hinweisen auf die hohe Zahl der Verkehrstoten aufmerksam gemacht.
Zwischen den größeren Städten verkehren Bahnlinien, ein TGV-Anschluss besteht jedoch nicht. Die Pläne der SNCF, die Strecke Bordeaux-Lyon aufzugeben, haben 2005 bereits zu lebhaften Protesten geführt.
Der Schiffsverkehr auf den Flüssen Dordogne und Isle hat heute keine ökonomische Bedeutung mehr und dient nur noch touristischen Zwecken.
Der regionale Flughafen von Bergerac erlebt seit einigen Jahren einen lebhaften Aufschwung, während Périgueux seinen Flughafen für den Passagierverkehr schließen musste. Dieser wird nur noch für Privatflugzeuge und militärische Zwecke genutzt.

## Kultur und Sehenswürdigkeiten

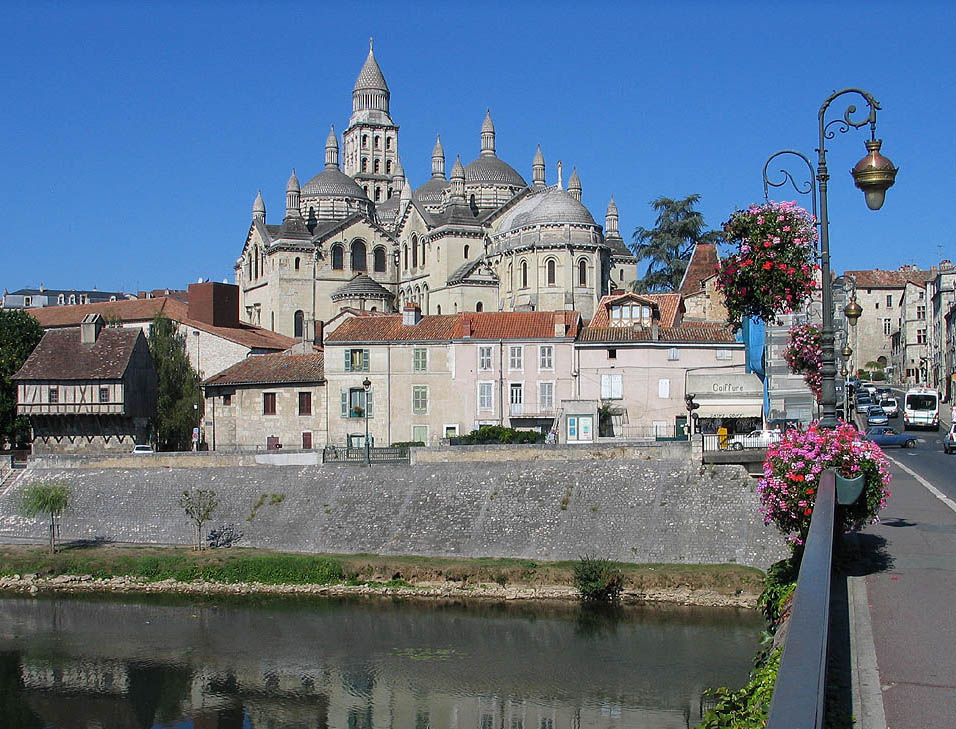
Kathedrale von Périgueux

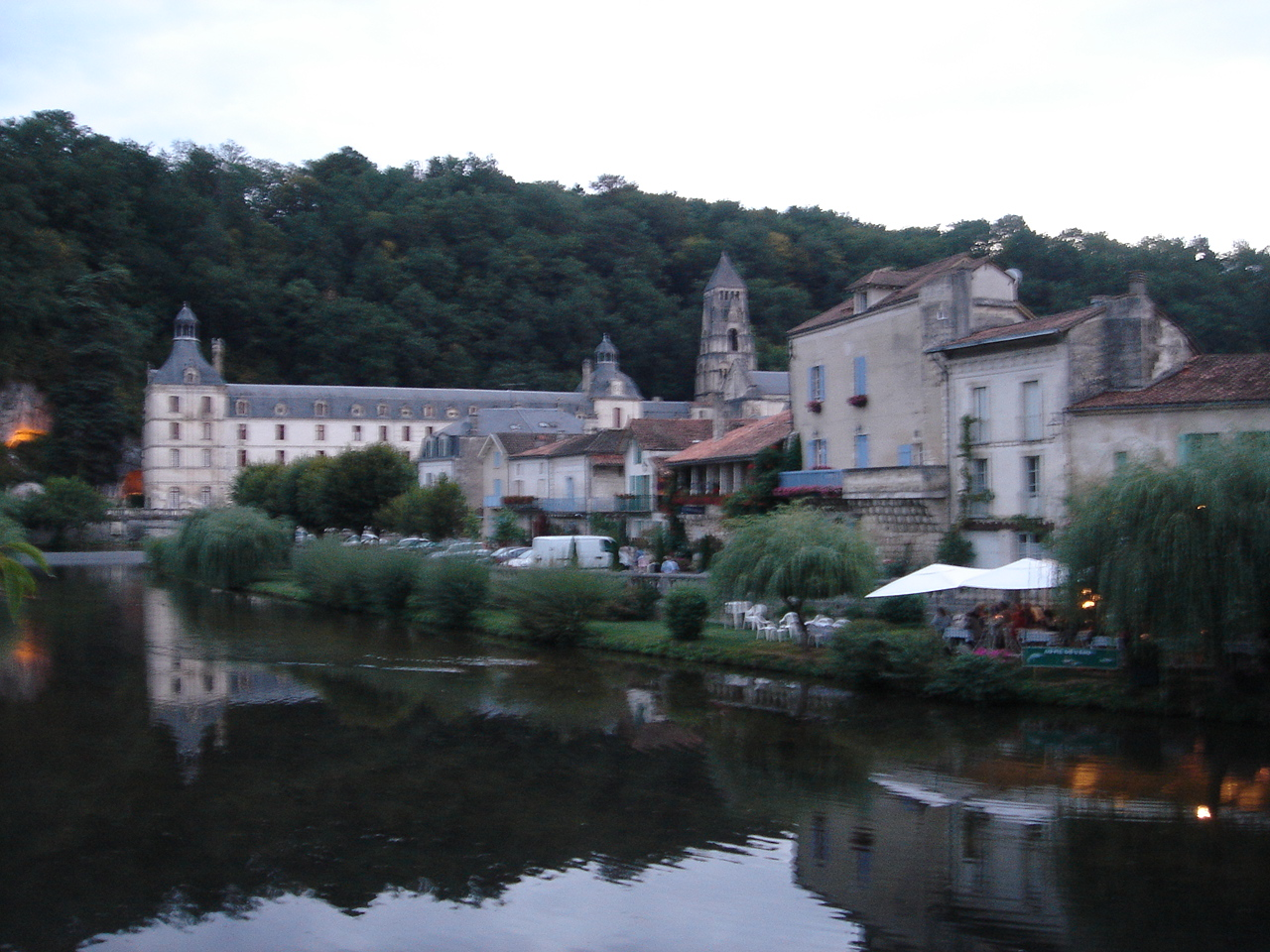
Blick auf Brantôme; im Hintergrund das Kloster.

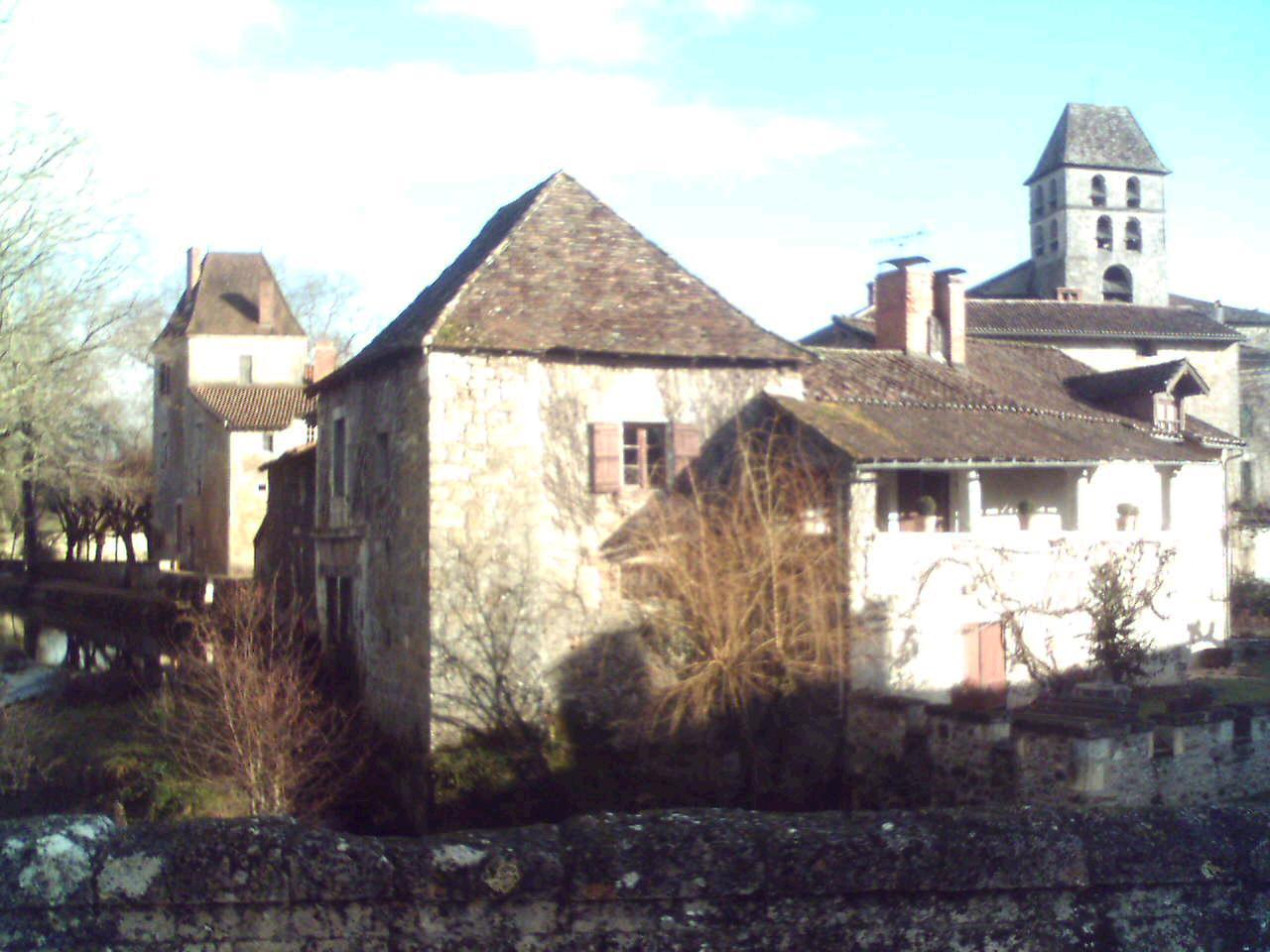
Saint-Jean-de-Cole im Périgord Vert

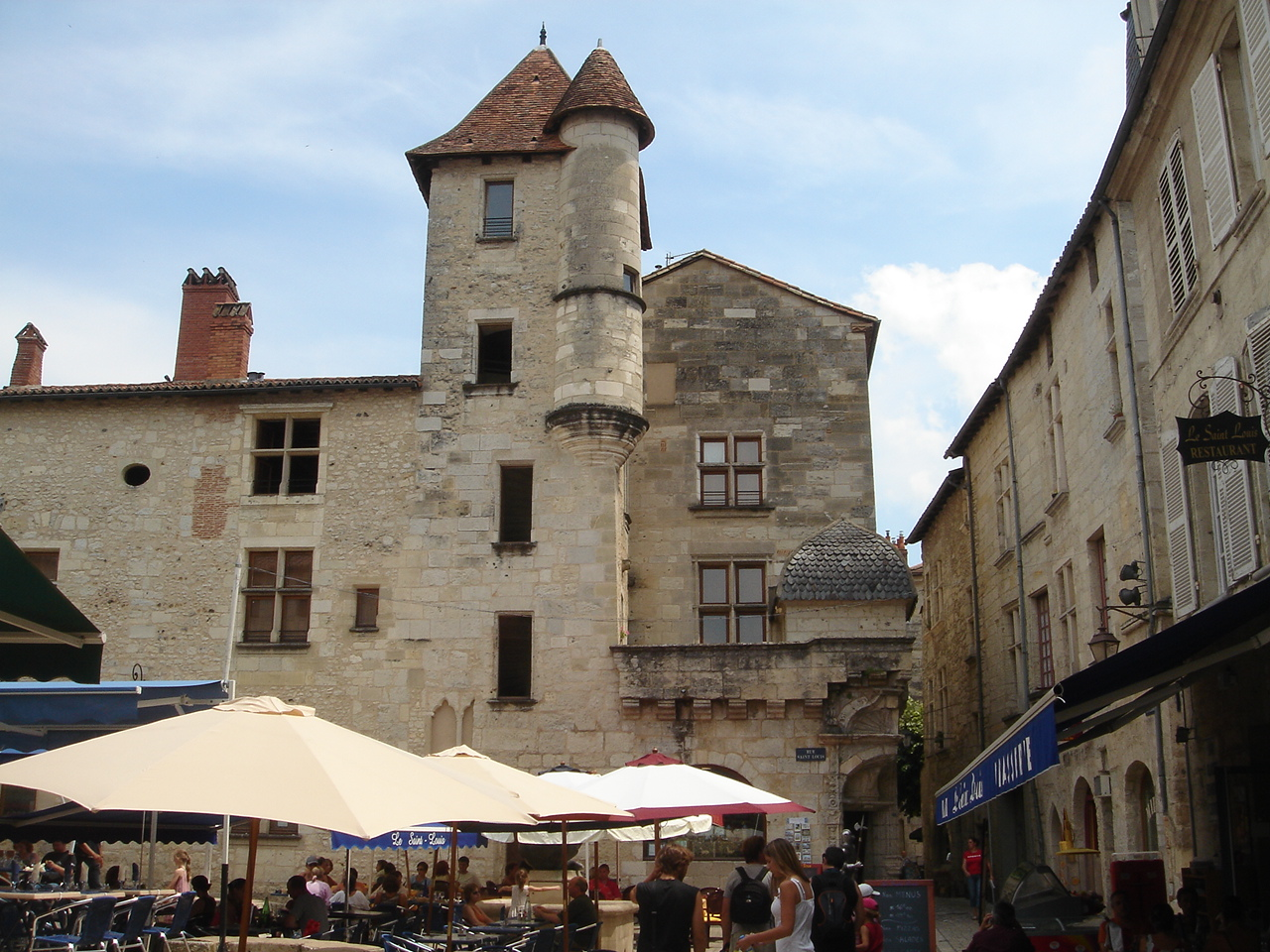
Maison Tenant in Périgueux

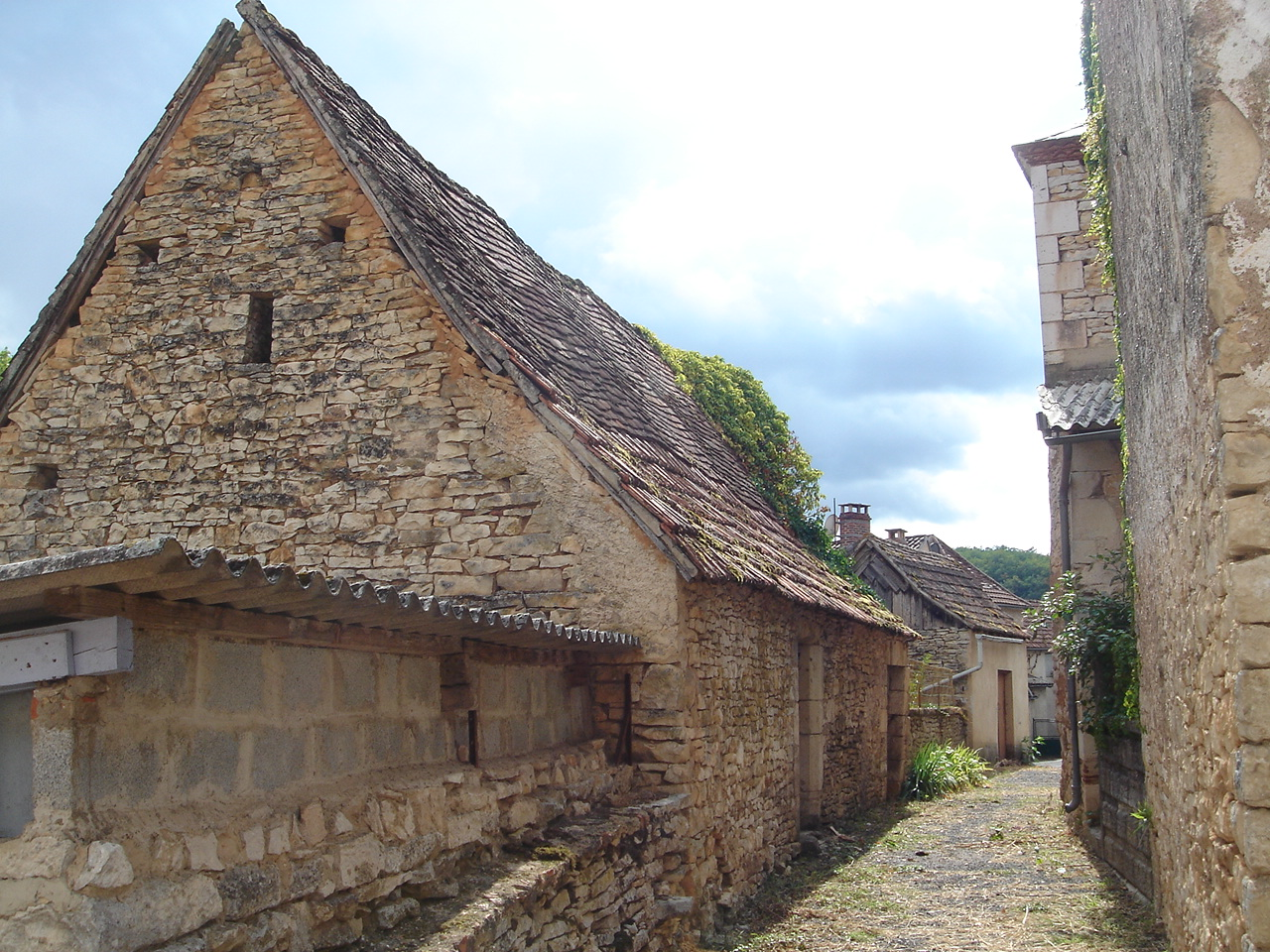
Dorfstraße in Sainte-Eulalie-d'Ans (Périgord Blanc)

### Natur und Kultur
Das Périgord ist ein Beispiel für eine durch den Menschen seit frühester Zeit besiedelte und damit auch kulturell beeinflusste und überformte Landschaft. Insbesondere in den Flusstälern ist die Verbindung von spektakulären Naturformationen wie Höhlen und Felsen mit menschlichen Kulturleistungen wie prähistorischen Malereien, Dörfern, Kirchen oder Burgen eine einzigartige Verbindung eingegangen. Hier ist besonders das Tal der Vézère mit seinen Felsvorsprüngen und eher trockenen Höhlen zu nennen, die eine große Vielfalt prähistorischer Kulturleistungen bieten. Auch die Tropfsteinhöhle in Villars und die Höhle von Rouffignac zeigen menschliche Spuren.
Dass die tief in die Kalkflächen eingeschnittenen Flusstäler eine Fülle an Möglichkeiten boten, Handel und Kommunikation zu treiben und zugleich Zuflucht in schwer zugängliche Rückzugsorte boten, zeigt das Tal der Dordogne in noch beeindruckenderem Maße. Hier sind eine Vielzahl in den Fels getriebener oder in Hänge integrierter Burganlagen sowie befestigte Dörfer erhalten, die seit den Barbareneinfällen im frühen Mittelalter Schutz und bescheidenen Wohlstand ermöglichten.
Weiterhin ist das Périgord reich an Parks, in denen seit der Renaissance einige der herausragendsten Beispiele französischer Gartenkunst zur Entfaltung gekommen sind. Zumeist gehören diese zu Herrensitzen und Schlössern (wie der berühmte Schlosspark von Hautefort), aber selbst in jüngster Zeit sind immer wieder neue spektakuläre Anlagen entstanden, wie beispielsweise die ab den 1960er Jahren bestehenden Jardins de l'Imaginaire nahe Terrasson.

### Architektur und Stadtbilder
Das Périgord ist reich an architektonischem Erbe aus fast allen geschichtlichen Epochen. Besonders sticht die Anzahl an Burgen und Schlössern hervor, die in den meisten Fällen auf das Früh- und Hochmittelalter zurückgehen, aber über die Jahrhunderte hinweg immer wieder ihr Gesicht veränderten und in vielen Fällen in der Renaissance zu luxuriösen Residenzen umgestaltet wurden. Überhaupt ist der architektonische Reichtum keineswegs auf die wenigen Städte beschränkt: Fast jedes Dorf hat einen alten baulichen Kern, auch finden sich viele Wehrkirchen, Verteidigungsanlagen, aber auch spezielle ländliche Architektur wie Taubenschläge, überdachte Märkte und Wassermühlen.
Die Altstadt von Périgueux gilt als eines der schönsten geschlossenen Ensembles von ganz Frankreich. Dominant ist die im 12. Jahrhundert erbaute und im 19. Jahrhundert verfremdend restaurierte Kathedrale Saint-Front mit ihren mächtigen romanischen Kuppeln. Hinter ihr erstreckt sich der Stadtkern mit mittelalterlich geprägten Straßen, Treppen und Gassen. An einigen Stellen sind großzügige Stadtpaläste zu finden, die größtenteils von wohlhabenden Adels- oder Patrizierfamilien während der Renaissance errichtet wurden. Auch Reste der ehemaligen Stadtbefestigungen sind noch erhalten. Périgueux ist einer der wenigen Orte, an dem noch römische Spuren zu finden sind, so die Ruinen der Arenen und der so genannte Turm von Vesunna.
Sarlat-la-Canéda ist eine Kleinstadt mit geschlossenem historischen Kern, der sehr stark von der Renaissance geprägt ist. Die Stadt wurde in den siebziger Jahren beispielhaft als Gesamtensemble renoviert und gilt seither als das Rothenburg ob der Tauber Frankreichs – mit den damit zusammenhängenden Vor- und Nachteilen.
Brantôme besticht durch eine hübsche Altstadt gegenüber den Ruinen eines mächtigen Klosters, das teilweise in den Fels gebaut ist.
Sehenswert sind weiterhin eine Reihe pittoresker Dörfer, von denen insgesamt acht als „Schönste Dörfer Frankreichs“ geführt werden: Einige planmäßig angelegte, mittelalterliche Bastiden haben sich bis heute fast unverändert erhalten, insbesondere Monpazier im äußersten Süden und Domme auf einem Felsen über dem Tal der Dordogne. Neben diesen beiden Gemeinden werden auch die Dörfer Saint-Jean-de-Côle bei Thiviers sowie Limeuil, Belvès, Saint-Léon-sur-Vézère, Beynac-et-Cazenac und La Roque-Gageac, alle im Périgord noir, offiziell gelistet. Auch das Briver Becken verfügt über eine Anzahl solcher Dörfer, die im Périgord und seiner Umgebung somit die höchste Dichte Frankreichs erreichen.
Besonderen Ruhm haben die vielen, stilistisch und architektonisch höchst interessanten Schlösser erlangt, von denen nicht wenige regelmäßig als Filmkulissen genutzt werden (so etwa für die Kassenschlager Jeanne d'Arc von Luc Besson oder Die Besucher von Jean-Marie Poiré). Der Begriff „Château“ wird in der Region relativ großzügig verwendet und betrifft auch kleinere Herrensitze, die gleichwohl häufig eindrucksvoll befestigt wurden. Die interessantesten und meistbesuchten Schlösser sind die Sitze der Barone mit erhaltenen mittelalterlichen Elementen, insbesondere die Burg Beynac, und die in der Renaissance errichteten oder umgebauten Schlösser. Das Schloss Monbazillac im Südwesten, Puyguilhem und Jumilhac-le-Grand im Norden, das Schloss Losse bei Montignac-Lascaux oder das Château des Bories bei Périgueux legen Zeugnis von der Eleganz und Raffinesse dieser Zeit ab. Ein eher seltenes Beispiel der klassischen Periode ist das Schloss von Hautefort. Zum historischen Périgord gehören außerdem das Schloss Pompadour (Corrèze) mit einem berühmten Gestüt sowie Bonaguil (Lot-et-Garonne), die letzte der mittelalterlichen französischen Burgen, die militärisch keinen Zweck mehr erfüllte und daher nie belagert wurde.

### Museen und archäologische Stätten
Mit dem Museum für Kunst und Archäologie des Périgord (franz. Musée du Périgord) verfügt Périgueux über ein relativ großes und aufgrund seiner prähistorischen Sammlung außergewöhnlich interessantes Regionalmuseum. Überaus sehenswert ist auch das der römischen Geschichte gewidmete archäologische Gallo-römische Museum, über die antike Stadt Vesunna, das erst 2005 als hochmoderner Glasbau über historischen Grabungen errichtet wurde und geradezu zu schweben scheint. Ferner verfügt die Stadt über ein interessantes militärgeschichtliches Museum.
Die landwirtschaftlichen und industriellen Traditionen werden im Périgord häufig in einzigartigen Museen präsentiert: Während Bergerac mit einem großen und überregional bekannten Tabakmuseum aufwartet, existiert in Sorges ein kleines Trüffelmuseum und in Thiviers ein Museum über die Foie Gras. Nontron verfügt über ein Puppenmuseum und als regionales Zentrum für Schneidwaren auch ein Museum über Messer. Häufig werden alte Manufakturen oder Industriebetriebe als Museen neu hergerichtet, wie die Schmiede von Savignac-Lédrier oder die Spinnerei von Savignac-les-Églises.
Höhepunkt archäologischen Interesses ist das Flusstal der Vézère mit einer stattlichen Anzahl an steinzeitlichen Höhlen und Siedlungsplätzen, deren Fundstücke im Prähistorischen Museum in Les Eyzies-de-Tayac-Sireuil ausgestellt sind. Lascaux und Cro-Magnon sind, nachdem die Höhlenmalereien durch die Atemluft der Besucher Schaden genommen hatten, für den allgemeinen Besuch gesperrt und in den achtziger Jahren als Duplikate nachgebaut worden. Zugänglich sind aber weiterhin eine Reihe von prähistorischen Stätten, wie z. B. die Fundstelle von La Madeleine, nach der die paläolithische Epoche des Magdalénien benannt ist.

### Sport und Freizeit

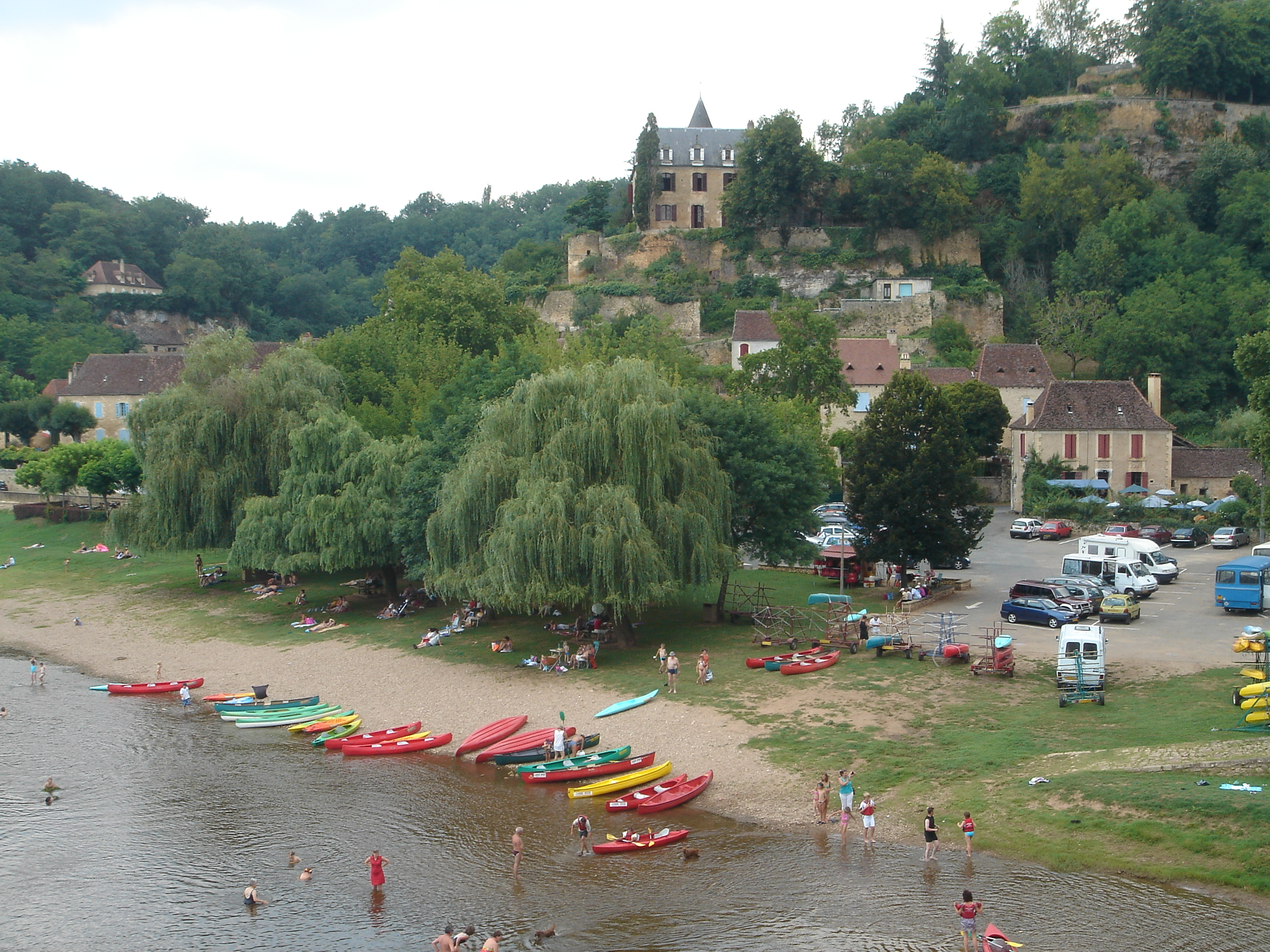
Kanuverleih an der Dordogne, hier in Limeuil (Périgord Noir).

Das Périgord verfügt über ein breites Angebot an sportlichen Aktivitäten, die sowohl die gängigen Breitensportarten als auch auf Touristen zugeschnittene Angebote umfassen. Besonders erfolgreich im regionalen Vergleich präsentiert sich die Stadt Trélissac in der Agglomeration von Périgueux, die sich aufgrund ihrer erfolgreichen Fußball- und Rugby-Teams und der guten Infrastruktur für Athletik wie Teamsport auch „Ville Sportive“ nennt. In der Bevölkerung ist vor allem die Jagd und das Angeln als Freizeitaktivität weit verbreitet.
Auffällig ist die hervorragend ausgebaute Infrastruktur für Wanderer: Das ganze Périgord ist von einem Netz von Wanderwegen durchzogen, die sämtlich beschildert und teils nach Schwierigkeitsgrad ausgewiesen sind. Viele Wege sind in Fernstrecken eingebunden. Auch finden sich sehr viele Einrichtungen für Pilger, da eine der Hauptstrecken des Jakobswegs durch die Region führt. Vielfältig sind auch Wassersportangebote: Kanu-, Kajak- und Bootsvermietungen finden sich überall entlang der größeren Flussläufe, teils werden auch Rafting-Touren angeboten. Bei Thiviers existiert eine Draisinenstrecke.

### Gastronomie
Aufgrund der außergewöhnlichen Güte seiner landwirtschaftlichen Produkte ist das Périgord seit Langem für seine Küche bekannt, die nicht zu den raffiniertesten, wohl aber zu den schmackhaftesten von ganz Frankreich zählt. Sie basiert auf der Verwendung von Enten- und Gänsefett, sparsam, aber effektiv eingesetzten Kräutern und Gewürzen und der Betonung des Eigengeschmacks der Zutaten. Typisch für diese Küchenphilosophie sind die Pommes Sarladaises: Dies sind Bratkartoffeln, die roh in Gänsefett gewürfelt und dann unter späterer Zugabe von Steinpilzen, Knoblauch und Petersilie gegart werden. Das intensive Aroma begleitet Fleischgerichte aus Geflügel, Kalb oder sogar Schwein.
Die bei weitem teuerste und edelste Spezialität des Périgords sind Perigord-Trüffel, die in jeder denkbaren Weise in der Küche verwendet werden – sei es in einem einfachen Omelett, in Scheiben geschnitten als Zugabe in Fleisch- und Leberpasteten, in Soßen oder geraspelt auf Fleisch- und Kartoffelspeisen. Angesichts der astronomischen Weltmarktpreise für Périgord-Trüffel ist die Verwendung dieses „schwarzen Goldes“ in der heimischen Küche sparsamer geworden als in vergangener Zeit.
Der Wald versorgt die regionale Küche auch mit weiteren als Delikatessen geltenden Pilzen wie Steinpilzen, Pfifferlingen, Parasolpilzen, Morcheln oder Totentrompeten. Zudem sind die Forstgebiete sehr wildreich, so dass viele Gerichte auf Basis insbesondere von Reh, Wildschwein, Hirsch, Fasan und Rebhuhn entstanden sind. Häufig wird Wild mariniert und in Rotwein gekocht. Überhaupt spielt der Wein eine große Rolle in der Gastronomie des Périgord. Bis in die Mitte des 19. Jahrhunderts wurde er praktisch im ganzen Land kultiviert, bildete die Basis von Weinsuppen oder Fleischsoßen und war selbstverständlich zu allen Mahlzeiten täglicher Begleiter.
Zudem existieren eine Reihe von Geflügelspezialitäten, von denen das Confit und die Foie Gras die bedeutendsten sind. Die Gänse- oder Entenleber wird gar oder halbgar gekocht und kalt in Scheiben, aber auch frisch gebraten angeboten.

## Varia
Die siebzehn Kriminalromane (Stand: 2025) des Autors Martin Walker spielen in der Landschaft des Périgord. Der Protagonist Benoît Courrèges – genannt Bruno – ermittelt als Gemeindepolizist in der Kleinstadt Saint-Denis. Der fiktive Ort liegt an der Vézère, einem Nebenfluss der Dordogne.